# 4320 Jarosewich
4320 Jarosewich (1981 EJ17) là một tiểu hành tinh vành đai chính được phát hiện ngày 1 tháng 3 năm 1981 bởi Schelte J. Bus ở Đài thiên văn Siding Spring trong một khóa học về Khảo sát tiểu hành tinh Schmidt-Caltech vương quốc Anh. Nó được đặt theo tên Eugene Jarosewich.